# جورج كليبس
جورج كليبس (بالألمانية: Georg Albrecht Klebs)‏ (و. 1857 – 1918 م) هو عالم نبات، وأستاذ جامعي من ألمانيا .
توفي في هايدلبرغ ، عن عمر يناهز 61 عاماً.بسبب وباء إنفلونزا 1918 .

## التعليم
تعلم في جامعة كونيغسبرغ

## مناصب وهيئات
أدار جامعة توبنغن، وجامعة بازل، وجامعة هايدلبرغ، وجامعة هاله.